# Juan de Östergötland
Juan Johansson (Upsala, 18 de abril de 1589-Norrköping, 5 de marzo de 1618) fue un príncipe sueco, duque de Östergötland, conde de Åland y Bråborg. Fue hijo del rey Juan III de Suecia y de su segunda esposa, la reina Gunilla Johansdotter. Era también medio hermano de Segismundo III Vasa, rey de Polonia y Suecia.

## Biografía
Cuando Juan tenía apenas tres años falleció su padre, el rey Juan III. En 1599, su hermano Segismundo III Vasa fue depuesto formalmente del trono sueco, y Juan, de escasos diez años de edad, quedó como el más próximo en la línea sucesoria al trono. Sin embargo, su tío el duque Carlos (posteriormente Carlos IX de Suecia) se encargó del gobierno, en calidad de regente. En 1604, en Norrköping, Juan declinó formalmente sus derechos hereditarios en favor de Carlos y de la descendencia de éste. En compensación, Juan recibió la promesa del rey de otorgarle varios ducados.
Junto con el consejo del reino y la reina Cristina, Juan se encargó en 1605 del gobierno cuando Carlos IX se hallaba en campaña en Livonia. 
A la muerte del rey Carlos IX, Juan tomó parte nuevamente en la dirección del gobierno mientras se definía la sucesión. Juan ratificó su renuncia a sus derechos hereditarios en favor del hijo de Carlos, su primo Gustavo Adolfo. Esta vez recibió Juan en recompensa el otorgamiento de posesiones en la provincia de Västergötland, que ampliaron su ducado.
Se casó el 29 de noviembre de 1612 en el castillo Tre Kronor de Estocolmo con su prima, María Isabel, hija de Carlos IX. El matrimonio no tuvo hijos.
El duque Juan contribuyó en gran parte al desarrollo y embellecimiento de la ciudad de Norrköping, donde creó una industria forestal enfocada a la fabricación de armas. También planeó la construcción del castillo Johannisborg, pero falleció durante su construcción.
Falleció en 1618, dejando tras de sí enormes deudas. Su despilfarro terminó por arruinar al ducado. Sus restos mortales se hallan en la Catedral de Linköping.
- Datos: Q1383646
- Multimedia: John (Swedish prince 1589) / Q1383646